# Norman W. Moore
Norman Winfrid Moore (* 24. Februar 1923 in London, England; † 21. Oktober 2015) war ein britischer Entomologe, der sich auf die Erforschung von Libellen (Odonatologe) und ihrer Lebensräume (Habitat) spezialisiert hatte.
Mehr als ein halbes Jahrhundert setzte er sich für eine nachhaltige Ausweitung des Naturschutzes ein. Noch vor dem Erscheinen von Rachel Carsons bahnbrechender Arbeit Der stumme Frühling warnte er vor den negativen Auswirkungen von DDT und anderer Chlororganika auf Mensch, Tier- und Pflanzenwelt.

## Leben
Der Sohn des Arztes (Medical Officer for Health in Sussex), Sir Alan Hilary Moore, 2. Baronet Hancox (1882–1959) und dessen Frau Hilda Mary (geb. Burrows) († 1950), das älteste von vier Kindern des Ehepaares (seine Geschwister: Hilary Mary * 1927, Richard Gillachrist * 1931 und Meriel Edith Milicent * 1936), wurde am Eton College, Berkshire und am Trinity College der University of Cambridge ausgebildet. 1943 schloss er das Trinity College mit einem Bachelor of Arts (B.A.) ab und diente in den letzten zwei Jahren des Krieges als Leutnant der Royal Artillery (RA). Er nahm am Kriegsgeschehen in den Niederlanden und in Deutschland teil, wurde verwundet, geriet in Kriegsgefangenschaft (Stalag VI A in Hemer, Westfalen). Im April 1945 wurde er von amerikanischen Truppen befreit.
Nach seiner Entlassung aus den britischen Streitkräften im Jahre 1947 kehrte er zur University of Cambridge (Abteilung für Zoologie) zurück und absolvierte einen dreimonatigen Studienaufenthalt in Gambia, um sich mit der Biologie der Tropen zu befassen. In dieser Zeit verfestigte sich sein Interesse für Libellen. Nach England zurückgekehrt, lehrte er ab 1949 an der University of Bristol und vertiefte zugleich seine Forschungen über Libellen. 1954 wurde er von der University of Bristol mit einer Arbeit über das Verhalten der Libellen promoviert (Ph.D.).
Im Jahr 1953 wurde er bei der 1949 von der britischen Regierung gegründeten Nature Conservancy (ab 1973: Conservancy Council Nature) zum Regionalleiter für Süd-West-England in der Furzebrook Forschungsstation in der Nähe von Wareham, Dorset, ernannt. Dort war er bis 1960 für die Auswahl und Verwaltung zahlreicher nationaler Naturschutzgebiete (national nature reserves) in dieser Region verantwortlich. In dieser Zeit verfasste er wissenschaftliche Arbeiten über die Erhaltung der (verschwindenden) Heidelandschaften in Dorset und arbeitete für einen wissenschaftlichen (Unter-)Ausschuss des britischen Landwirtschaftsministeriums über die Auswirkungen der Myxomatose.
In der Monks Wood Experimental Station in Cambridgeshire untersuchte Moore von 1960 bis 1974 die Auswirkungen des Einsatzes von DDT und anderer Pestizide (Aldrin, Dieldrin, Heptachlor und andere) auf den Raubvogelbestand – insbesondere den Bestand der Sperber (Sparrowhawks), die in den 1950er Jahren in Cambridgeshire aufgrund des exzessiven Einsatzes von Pestiziden in der Landwirtschaft ausstarben.
Zugleich setzte er seine Forschungen über Libellen fort, indem er zwanzig Teiche im Woodwalton Fen – einem nahe gelegenen Naturschutzgebiet – anlegen ließ.

## Privates
1950 heiratete Norman Moore die Zoologin (Dr.) Janet Singer († 2014). Aus der Ehe gingen drei Kinder hervor – Peter Alan Cutlack (* 1951), Caroline Mary Phyllis (* 1953) und Helena Meriel (* 1957).

## Publikationen
- Population density in adult dragonflies (Odonata – Anisoptera). In: Journal of Animal Ecology. Band 22, 1953, S. 344–359.
- mit P. S. Corbet und Cynthia Longfield: Dragonflies. Collins, London 1960.
- The heaths of Dorset and their conservation. In: Journal of Ecology. Band 50, 1962, S. 369–391.
- mit E. Pollard und M. D. Hooper: Hedges. Collins, London 1974.
- The Bird of Time – the science and politics of nature conservation. Cambridge University Press, Cambridge 1987, ISBN 0-521-25259-8.
- From arable farm to new town: changes in flora and fauna during the development of Bar Hill, Cambridgeshire from 1966 to 1988. In: Nature in Cambridgeshire. Band 32, 1990, S. 27–58 (PDF; 8,5 MB).
- Guidelines for monitoring dragonfly populations. In: Journal of the British Dragonfly Society. Band 6, 1990, S. 21–23.
- The development of dragonfly communities and the consequences of territorial behaviour: a 27 year study on small ponds at Woodwalton Fen, Cambridgeshire, UK. In: Odonatalogica. Band 20, 1991, S. 203–231.
- Dragonflies: Status Survey and Conservation Action Plan. Union Internationale pour la Conservation de la Nature et de ses Ressources, Gland 1997, ISBN 2-8317-0420-0.
- Oaks, Dragonflies and People. Brill, Leiden 2002, ISBN 0-946589-71-2.